# Michael Gbinije
Michael Patrick Gbinije (ur. 5 czerwca 1992 w Hartford) – amerykański koszykarz występujący na pozycjach rzucającego obrońcy oraz niskiego skrzydłowego, posiadający także nigeryjskie obywatelstwo, reprezentant tego kraju, obecnie zawodnik Nevezisu Kiejdany.
15 lipca 2017 został zwolniony przez Detroit Pistons. 5 września podpisał umowę z Golden State Warriors.
13 lutego 2020 dołączył do litewskiego Nevezis Kiejdany.

## Osiągnięcia
Stan na 14 lutego 2020, na podstawie, o ile nie zaznaczono inaczej.
NCAA
- Uczestnik:
  - NCAA Final Four (2016)
  - turnieju NCAA (2012, 2014, 2016)
- MVP turnieju Battle 4 Atlantis (2016)
- Zaliczony do:
  - I składu:
    - defensywnego ACC (2016)
    - turnieju Battle 4 Atlantis (2016)

  - II składu ACC (2016)

Reprezentacja
- Mistrz Afryki (2015)
- Uczestnik igrzysk olimpijskich (2016 – 11. miejsce)